# Стрелков, Александр Александрович
Алекса́ндр Алекса́ндрович Стрелко́в (20 февраля 1903, Череповец — 11 октября 1977, Ленинград) — советский зоолог, специалист по морской гидробиологии и протозоологии, представитель паразитологической школы В. А. Догеля. Профессор Ленинградского педагогического института им. А. И. Герцена, сотрудник Зоологического института РАН. Доктор биологических наук (1939).

## Биография
Родился 20 февраля 1903 года в Череповце. С В 1922 по 1927 годы учился в Ленинградском университете. Специализацию проходил на кафедре зоологии у Валентина Александровича Догеля. При выполнении дипломной работы, которая была посвящена почвенным инфузориям, работал в Институте тропической медицины в Бухаре и Институте опытной агрономии в Ленинграде. В 1930 году закончил аспирантуру в Петербургском биологическом институте в Петергофе. В 1937 году по совокупности работ была присуждена учёная степень кандидата биологических наук. С 1930 до 1948 год преподавал в Ленинградском педагогическом институте, где с 1941 по 1946 год заведовал кафедрой зоологии, заменяя на этой должности ушедшего на фронт Ю. И. Полянского. В 1939 году защитил докторскую диссертацию по теме «Паразитические инфузории из кишечника непарнокопытных семейства Equidae». С 1942 по 1944 год был в эвакуации, сначала в Кисловодске, затем в Ташкенте и далее в Кыштыме. 
В 1946 году возглавил основанную Догелем лабораторию протистологии. В 1948 году, после сессии ВАСХНИЛ, был уволен из Педагогического института «за приверженность к вейсманизму-морганизму». 
С 1944 года и до выхода на пенсию в 1974 году работал в Зоологической институте АН СССР, до последних дней жизни продолжал участвовать в работе института.  11 октября 1977 года от сердечного приступа.

## Семья
Отец, Александр Григорьевич Стрелков, был военным врачом, выпускником Военно-медицинской академии. Жена, Ольга Степановна Стрелкова (в девичестве Пигина) (1903—1995), ботаник, работала в Педагогическом институте им. М. Н. Покровского. Сыновья: Юрий Александрович Стрелков (1929—2016), паразитолог, доктор биологических наук и Андрей Александрович Стрелков (род. 1934), кандидат биологических наук.

## Научная деятельность
Занимался изучением паразитических и свободно живущих морских простейших (инфузорий и радиолярий). Заложил основы изучения сравнительной анатомии инфузорий и выявил направления эволюционного развития этой группы. Осуществил детальный морфологический анализ и установил планы строения отряда Entodiniomorpha. Установил, что цитоскелет инфузорий состоит из полисахарида из группы гемицеллюлоз. Опроверг существовавшую в начале XX века гипотезу о наличии аналогов «нервной системы» у простейших. Описал около 90 видов, 24 рода и 5 семейств инфузорий.
Разработал методики цитологической фиксации морских радиолярий, предотвращающие разрушение цитоскелета, что позволило ему в 1959 году дать наиболее полную для своего времени характеристику строения и систематики радиолярий.
Принимал участие в многочисленных экспедициях: в 1957—1959 годах на Курильские острова и Сахалин, 1956 году в Тихий и Индийский океан на судне «Витязь», в 1965 году на Карибские острова.
Был научным редактором около 150 монографий, включая тома «Фауны СССР» и «Определителей по фауне СССР».

## Награды
Дважды (в 1963 и 1971 годах) был награждён орденом Трудового Красного Знамени.

## Избранные публикации
Автор множества публикаций в том числе.
- Стрелков А. А., Полянский Ю. Ю. О процессе естественного отбора у некоторых Infusoria Entodiniomorpha // Зоологический журнал. — 1937. — Т. 16, № 1. — С. 113—129. — ISSN 0044-5134.
- Иванов А. В.,  Стрелков А. А. Промысловые беспозвоночные дальневосточных морей: Описание строения и атлас анатомии. — Владивосток: Приморское краевое изд-во, 1949. — 104 с.
- Стрелков А. А. и Решетняк В. В. Новая жизненная форма у радиолярий // Зоологический журнал. — 1959. — Т. 38, № 3. — С. 355—361. — ISSN 0044-5134.
- Хабаков А.В., Стрелков А.А., Липман Р.Х. Подкласс Radiolaria. Радиолярии или лучевики // Основы палеонтологии: Т. 1. Общая часть. Простейшие.. — 3-е издание. — М.: АН СССР, 1959. — С. 369—467.
- Иванов А. В.,  Полянский Ю. И., Стрелков А. А. Большой практикум по зоологии беспозвоночных. Т. 1. Простейшие, губки, кишечнополостные, гребневики, плоские черви, немертицы, круглые черви. — 3-е издание. — М.: Высшая школа, 1981. — 504 с.
- Иванов А. В., Мончадский А. С., Полянский Ю. И., Стрелков А. А. Большой практикум по зоологии беспозвоночных. Т. 2. Типы Кольчатые черви, Членистоногие. — 3-е издание. — М.: Высшая школа, 1983. — 409 с.
- Иванов А. В., Полянский Ю. И., Стрелков А. А. Большой практикум по зоологии беспозвоночных. Т. 3 (типы Сипункулиды, Моллюски, Щупальцевые, Иглокожие). — 3-е издание. — М.: Высшая школа, 1985. — 390 с.
- Решетняк В. В., Стрелков А. А. Колониальные радиолярии Spumellaria Мирового океана // Исследование фауны морей. — 1971. — № 9 (17). — С. 295—373.